# Alva Thors
Alva Thors (* 14. Juni 2005) ist eine finnische Nordische Kombiniererin.

## Werdegang
Die Finnlandschwedin aus dem zweisprachigen Vörå (finnisch Vöyri) wurde mehrfache finnische Junioren-Meisterin. Sie startet für Vörå IF und erreichte im August 2019 am Youth-Cup-Wochenende in Oberhof zweimal das Podest. Thors debütierte am 22. Januar 2021 in Eisenerz im Continental Cup und belegte den 27. Platz. Bei den Nordischen Junioren-Skiweltmeisterschaften 2021 in Lahti lief Thors auf Rang 24 im Einzel. Zudem wurde sie gemeinsam mit Rasmus Ähtävä, Annamaija Oinas und Otto Niittykoski Siebte im Mixed-Team. Ein Jahr später erreichte sie bei den Nordischen Junioren-Skiweltmeisterschaften in Zakopane den 19. Platz im Einzel und wurde gemeinsam mit Waltteri Karhumaa, Annamaija Oinas und Perttu Reponen Vierte im Mixed-Team.
Zum Auftakt in den Winter 2022/23 belegte Thors bei ihrem Weltcup-Debüt in Lillehammer den 20. Platz. Ende Januar nahm sie am Europäischen Olympischen Winter-Jugendfestival 2023 in Planica und Tarvis teil, ging aber im Einzel zum Langlauf nicht an den Start. In der Mixed-Staffel wurde sie Siebte. Wenige Tage später ging sie bei den Nordischen Junioren-Skiweltmeisterschaften in Whistler an den Start. Sie lief im Einzel auf den 17. Platz. Ende Februar belegte sie bei den Nordischen Skiweltmeisterschaften 2023 in Planica Rang 27 im Gundersen Einzel. Gemeinsam mit Eero Hirvonen, Minja Korhonen und Ilkka Herola erreichte sie den sechsten Platz im Mixed-Team. Zum Saisonabschluss belegte sie den 25. Platz beim Weltcup-Rennen in Oslo. In der Gesamtweltcupwertung erreichte sie Rang 29.
Im Herbst 2023 hat Thors eine unbefristete Pause vom Wettkampfsport angekündigt. Sie habe die Freude am Sport verloren. Im Februar 2024 stand sie wieder im finnischen Aufgebot für die Nordischen Junioren-Skiweltmeisterschaften in Planica, kam dort aber nur im provisorischen Sprungdurchgang zum Einsatz.

## Statistik

### Weltcup-Platzierungen
| Saison  | Platz | Punkte |
| ------- | ----- | ------ |
| 2022/23 | 29.   | 26     |

### Continental-Cup-Platzierungen
| Saison  | Platz | Punkte |
| ------- | ----- | ------ |
| 2020/21 | 41.   | 06     |
| 2021/22 | 29.   | 27     |